# Gingko Bed
Pour plus de détails, voir Fiche technique et Distribution.
Gingko Bed (은행나무 침대, Eunhaengnamoo chimdae) est un film sud-coréen réalisé par Kang Je-gyu, sorti en 1996.

## Synopsis
Soo-hyeon, un professeur d'art, et sa petite amie, Sun-young, mènent une vie paisible jusqu'à ce que le fantôme d'un général Hwang se mette à les poursuivre.

## Fiche technique
- Titre : Gingko Bed (titre du DVD français)
- Titre original : 은행나무 침대 (Eunhaengnamoo chimdae)
- Réalisation : Kang Je-gyu
- Scénario : Kang Je-gyu
- Musique : Lee Dong-jun
- Photographie : Park Hui-ju
- Montage : Park Gok-ji
- Production : Chul Shin
- Société de production : Shin Cine Communications
- Pays de production :  Corée du Sud
- Genre : Action, fantastique, horreur et romance
- Durée : 88 minutes
- Dates de sortie : 
  - Corée du Sud : 17 février 1996
  - France : octobre 2005 (DVD)

## Distribution
- Han Suk-kyu : Soo-hyeon / Jong-moon
- Shim Hye-jin : Sun-young
- Jin Hee-kyung : Midan
- Shin Hyeon-jun : le général Hwang
- Lee Beom-su
- Bae Jang-soo : le responsable de l'association
- Kim Sun-kyung

## Distinctions
Le film a été nommé pour trois Blue Dragon Film Awards et a remporté celui de la photographie.